# Донской горно-обогатительный комбинат
Донско́й ГОК (каз. Дөң кең байыту комбинаты) основан в 1938 году, в городе Хромтау, эксплуатирует второе в мире по объему подтвержденных запасов месторождение хромовой руды.
- Большая часть добытой на ДГОК руды поставляется на ферросплавные заводы в Аксу и Актобе.
- Руда с высоким содержанием оксида хрома (до 62 % Cr2O3) применяется для выплавки ферросплавов в металлургии, изготовления огнеупоров и в химической промышленности для производства хромовых соединений.
- В составе Донского ГОКа находятся 27 структурных подразделений, численность сотрудников ‒ более 7 500 человек. Основное производство сосредоточено в пяти подразделениях: шахтах «Молодежная» и имени «10-летия независимости Казахстана», руднике «Донской», фабрике обогащения и окомкования руды и дробильно-обогатительной фабрике № 1. Прочие подразделения обеспечивают стабильную работу предприятия: транспортировку, ремонт, автоматизацию и другие вспомогательные процессы[3].